# تازه أباد (دابوي الجنوبي)
تازه أباد (بالفارسية: تازه‌آباد) هي قرية تقع في إيران في قسم دابوي الجنوبی الريفي. يقدر عدد سكانها بـ 272 نسمة .